# Премия «Грэмми» за лучшую песню в стиле госпел
Премия Грэмми за лучшую песню в стиле госпел (англ. Grammy Award for Best Gospel Song) вручается на ежегодной церемонии в США с 2006 года.
Одна из самых престижных наград в жанре госпел и современной христианской музыки и является одной из примерно 100 других номинаций этой премии, которая была учреждена в 1958 году.
Награда ежегодно присуждается Национальной академией искусства и науки звукозаписи за «художественные достижения, технические знания и общее превосходство в звукозаписывающей индустрии, без учёта продаж альбома и его позиции в чартах».
Категория «За лучшую песню в стиле госпел» (Best Gospel Song) впервые была вручена в 2006 году на 48-й церемонии Грэмми и вручалась авторам музыкальных произведений. В 2012 году она в ходе преобразований Grammy Awards была разделена на две новые: отдельно для стиля госпел (под тем же старым названием) и отдельно для современной христианской музыки (под названием Премия «Грэмми» за лучшую песню современной христианской музыки).

## История
| Год  | Авторы                                                     | Страна | Работа                                | Исполнитель                              | Номинанты                                                                             | Ссылка |
| ---- | ---------------------------------------------------------- | ------ | ------------------------------------- | ---------------------------------------- | ------------------------------------------------------------------------------------- | ------ |
| 2006 | Иоланда Адамс James Harris III Terry Lewis James Q. Wright | США    | «Be Blessed»                          | Иоланда Адамс                            | - James Moss — «We Must Praise» (J. Moss)                                             | [ 4 ]  |
| 2007 | Кирк Франклин                                              | США    | «Imagine Me»                          | Kirk Franklin                            | - Tye Tribbett — «Victory» (Tye Tribbett)                                             | [ 5 ]  |
| 2008 | Karen Clark-Sheard                                         | США    | «Blessed & Highly Favored»            | The Clark Sisters                        | - James L. Moss — «Praise On The Inside» (J. Moss)                                    | [ 6 ]  |
| 2009 | Кирк Франклин                                              | США    | «Help Me Believe»                     | Kirk Franklin                            | - Steven Curtis Chapman & MercyMe — «You Reign» (MercyMe)                             | [ 7 ]  |
| 2010 | Erica Campbell Tina Campbell Warryn Campbell               | США    | «God In Me»                           | Mary Mary featuring Kierra «Kiki» Sheard | - Jason Houser, Sam Mizell & Matthew Wes — «The Motions» (Matthew West)               | [ 8 ]  |
| 2011 | Jerry Peters Kirk Whalum                                   | США    | «It’s What I Do»                      | Kirk Whalum & Lalah Hathaway             | - Gordon Kennedy — «Return to Sender» (Ricky Skaggs)                                  | [ 9 ]  |
| 2012 | Кирк Франклин                                              | США    | «Hello Fear»                          | Kirk Franklin                            | - Canton Jones — «Window» (Canton Jones)                                              | [ 10 ] |
| 2013 | Erica Campbell, Tina Campbell & Warryn Campbell            | США    | «Go Get It»                           | Mary Mary                                | - Donald Lawrence — «Released» (Bill Winston & Living Word Featuring Donald Lawrence) | [ 11 ] |
| 2014 | Tye Tibbett                                                | США    | «If He Did It Before…Same God» (Live) | Tye Tribbett                             | - Percy Bady — «Still» (Percy Bady featuring Lowell Pye)                              | [ 12 ] |